# Crystal Palace állomás
A Crystal Palace a londoni Overground egyik állomása a 3-as és 4-es zóna határán, az East London line érinti.

## Története
Az állomást 1854. június 10-én adták át a West End of London and Crystal Palace Railway részeként. 2010. április 27-étől az újraindított East London line egyik állomása.

## Forgalom
| Járat    | Útvonal | Gyakoriság     |
| -------- | --- | -------------- |
|          | Highbury & Islington – Canonbury – Dalston Junction – Haggerston – Hoxton – Shoreditch High Street – Whitechapel – Shadwell – Wapping – Rotherhithe – Canada Water – Surrey Quays – New Cross Gate – Brockley – Honor Oak Park – Forest Hill – Sydenham – Crystal Palace | 15 percenként  |
| Southern | London Bridge, London Victoria, Beckenham Junction és Sutton felé | ~30 percenként |

## Átszállási kapcsolatok
| Állomás        | Átszállási kapcsolatok                |
| -------------- | ------------------------------------- |
| Crystal Palace | Helyi buszok (Crystal Palace Station) |

## Fordítás
- Ez a szócikk részben vagy egészben  a   Crystal Palace railway station című angol Wikipédia-szócikk fordításán alapul.  Az eredeti cikk szerkesztőit annak laptörténete sorolja fel. Ez a jelzés csupán a megfogalmazás eredetét és a szerzői jogokat jelzi, nem szolgál a cikkben szereplő információk forrásmegjelöléseként.